# 淳久堂書店

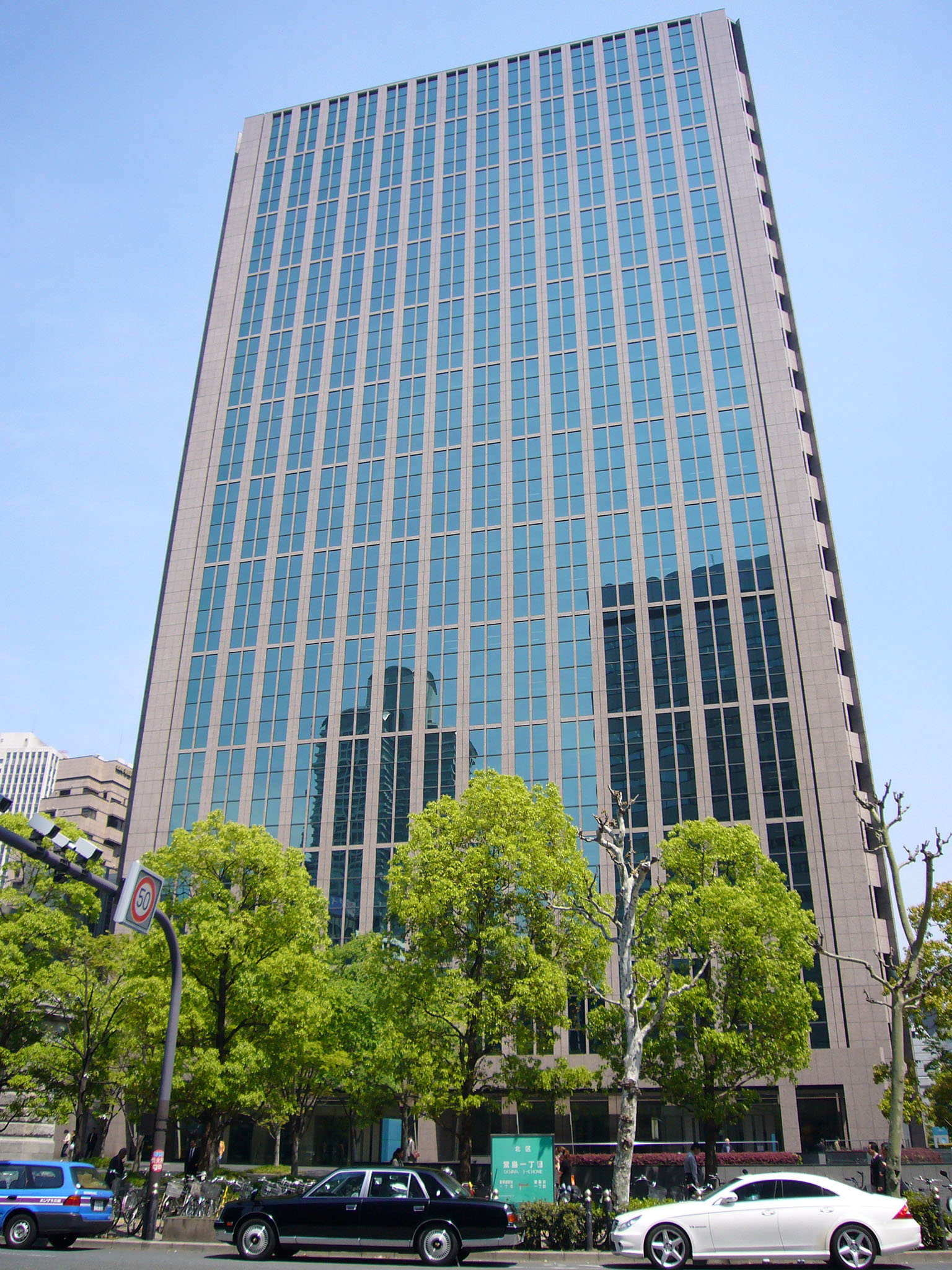
淳久堂書店大阪本店所在的大樓

淳久堂書店（日语：／ Junkudō shoten */?），簡稱淳久堂，是日本的大型書店，1963年6月22日創業。在日本有多處分店，在其他國家也有分店。

## 簡史
- 1963年，大同書房創立於神戶元町。

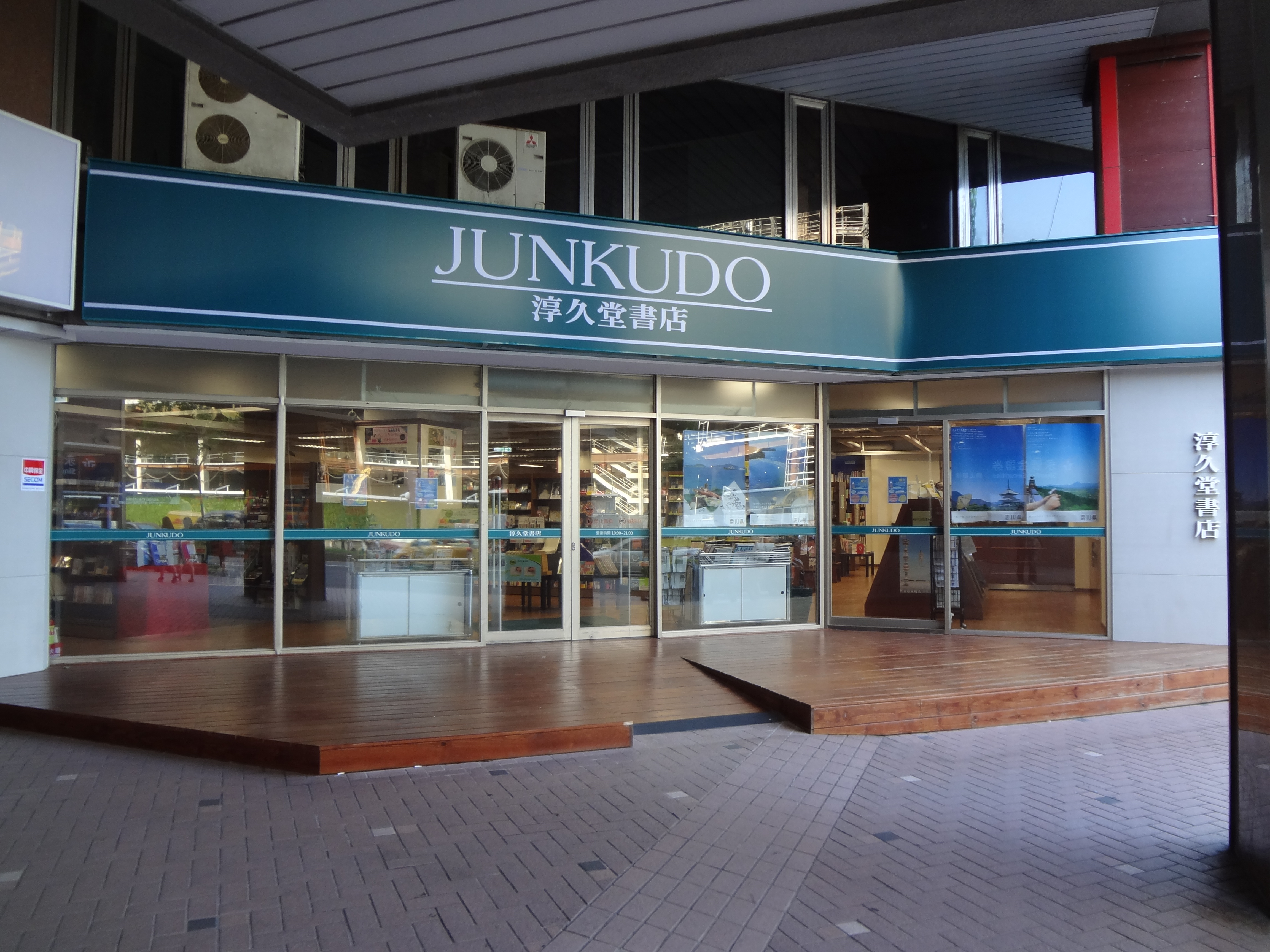
淳久堂書店台北光復南路店

- 1976年，大同書房遷移至三宮，更名為淳久堂書店。
- 2001年，淳久堂書店位在東京池袋的池袋店從1000坪擴充至2000坪，並更名為池袋本店，擁有日本最大的賣場面積；同年，淳久堂書店開設200坪的漫畫館三宮驛前店，是日本最大的漫畫專門店。
- 2015年2月，丸善書店將淳久堂書店合併吸收，改稱為「株式會社丸善淳久堂書店」。旗下有「丸善」、「ジュンク堂書店」、「淳久堂書店」為名稱的書店仍在營運中。

## 海外分店
臺灣
| 縣市   | 地點   | 名稱   | 地址                      | 開幕                                             |
| 臺北市 | 大安區 | 明曜店 | 位於台北市明曜百貨6樓     | 2020年7月17日重新開幕 2024/3/26 起由9樓調整到6樓 |
| 臺北市 | 南港區 | 南港店 | 位於台北市LaLaport南港4樓 | 2025年3月20日開幕                                |

## 外部連結
- （日語）淳久堂書店 （页面存档备份，存于）
- （中文）台灣淳久堂股份有限公司 （页面存档备份，存于）
- 台湾淳久堂書店　明曜店的X（前Twitter）
- 台灣淳久堂書店的Facebook專頁